# Гомес, Иван
Иван Гомес (исп. Ivan Gomez; 28 февраля 1997 года, Вилья-Элиса, провинция Энтре-Риос) — аргентинский футболист, играющий на позиции полузащитника. Ныне выступает за аргентинский клуб «Ньюэллс Олд Бойз».

## Биография
Гомес является воспитанником «Эстудиантеса». 17 декабря 2016 года дебютировал в аргентинском чемпионате в поединке против «Дефенса и Хустисия», выйдя на замену на 73-й минуте вместо Карлоса Ауски. Всего в дебютном сезоне провёл семи встреч.
30 января 2018 года Иван Гомес забил свой первый гол за «Эстудиантес». В гостях против «Индепендьенте» «студенты» сумели одержать победу со счётом 2:1, а Гомес отметился голом на 60-й минуте, что позволило сравнять счёт, а затем победный мяч провёл Хуан Отеро.